# Emiliano Ozuna
Emiliano Ozuna (Magdalena, 9 febbraio 1996) è un calciatore argentino, centrocampista del Dep. Maipú.

## Caratteristiche tecniche
È un esterno mancino.

## Carriera
Cresciuto nelle giovanili dell'Estudiantes (LP), ha esordito il 21 luglio 2015 in occasione del match perso 2-1 contro il Crucero (M).

## Statistiche

### Presenze e reti nei club
Statistiche aggiornate al 17 aprile 2018.
| Stagione        | Squadra          | Campionato      | Campionato | Campionato | Coppe nazionali | Coppe nazionali | Coppe nazionali | Coppe continentali | Coppe continentali | Coppe continentali | Altre coppe | Altre coppe | Altre coppe | Totale | Totale | Totale |
| Stagione        | Squadra          | Comp            | Pres       | Reti       | Comp            | Pres            | Reti            | Comp               | Pres               | Reti               | Comp        | Pres        | Reti        | Pres   | Reti   |        |
| --------------- | ---------------- | --------------- | ---------- | ---------- | --------------- | --------------- | --------------- | ------------------ | ------------------ | ------------------ | ----------- | ----------- | ----------- | ------ | ------ | ------ |
| 2015            | Estudiantes (LP) | PD              | 3          | 0          | CA              | 0               | 0               |                    | -                  | -                  |             | -           | -           | 3      | 0      |        |
| 2016            | Estudiantes (LP) | PD              | 0          | 0          | CA              | 0               | 0               |                    | -                  | -                  |             | -           | -           | 0      | 0      |        |
| 2016-2017       | Temperley        | PD              | 15         | 0          | CA              | 2               | 1               |                    | -                  | -                  |             | -           | -           | 17     | 1      |        |
| 2017-2018       | Temperley        | PD              | 17         | 1          | CA              | 0               | 0               |                    | -                  | -                  |             | -           | -           | 17     | 1      |        |
| Totale carriera | Totale carriera  | Totale carriera | 35         | 1          |                 | 2               | 1               |                    | -                  | -                  |             | -           | -           | 37     | 1      |        |